# Lispe armeniaca
Lispe armeniaca är en tvåvingeart som beskrevs av Canzoneri et Meneghini 1972. Lispe armeniaca ingår i släktet Lispe och familjen husflugor. Inga underarter finns listade i Catalogue of Life.